# Arnold Hendrix
Arnold Jozef Hendrix (Peer, 12 mei 1866 - Antwerpen, 26 februari 1946) was een belangrijke figuur in de Vlaamse beweging, medeoprichter en later voorzitter en afgevaardigd bestuurder van De Standaard N.V..
Na zijn studies in de Farmacie aan de Katholieke Universiteit Leuven vestigde hij zich in 1890 als apotheker in Antwerpen. Hij profileerde zich in allerhande bedrijfszaken, onder andere samen met Lieven Gevaert. Hij was betrokken bij heel wat katholieke Vlaamse initiatieven uit die periode in en rond Antwerpen.
De nood aan een koepelorganisatie was groot en in november 1907 slaagde hij er in het Katholiek Vlaams Secretariaat te openen. Hij werd tevens als eerste voorzitter verkozen. De nog jonge Ernest Claes kreeg hier zijn eerste baantje na zijn studies als enige bediende voor het Secretariaat. Vanuit dit secretariaat zou ook de redactie van het tijdschrift Ons Volk Ontwaakt groeien, een van de voorlopers van De Standaard.
Op zaterdag 2 mei 1914 richtte hij met Frans Van Cauwelaert en Alfons Van de Perre in Antwerpen De Standaard N.V. op, de latere uitgever van het dagblad De Standaard. In 1924 werd hij als beheerder aangeduid van de nieuw in Brussel opgerichte vennootschap Standaard Boekhandel, in 1926 trad hij toe tot de Raad van Beheer van De Standaard N.V.
In de oplopende strijd tussen Gustaaf Sap en Frans Van Cauwelaert, blijkt hij een vertrouweling van de eerste te zijn. In de loop van 1933 zal hij dan ook Van Cauwelaert opvolgen als voorzitter van de Raad van Beheer van De Standaard.
Bij het begin van de Tweede Wereldoorlog verscheen de laatste editie van de kranten op 16 mei 1940. De Duitse bezetter dreigde zelf de titels terug uit te geven indien de uitgever niet verder de publicatie ging verzorgen. Arnold Hendrix gaf dan ook toestemming tot publicatie van een dagblad onder bezetting met die beperkingen dat de naam De Standaard niet gebruikt zou worden, dat inlichtingen nuttig of dienstig voor de lezers opgenomen kunnen worden, dat de berichten van de Duitse overheid duidelijk gescheiden moeten blijven van de redactionele bijdragen en dat grote voorzichtigheid tegen ingezonden bijdragen geboden was.
Buiten zijn betrokkenheid bij de uitgeverij De Standaard verwierf Hendrix reeds in 1916 ook bekendheid door zijn naam te verbinden aan een petitie tot inrichten van Nederlandstalig onderwijs aan de Rijksuniversiteit Gent.
Later bouwde hij mee het katholiek Vlaams secundair onderwijsnet in Antwerpen uit.
In 1938 was hij medeoprichter en van 1938 tot 1941 eerste voorzitter van de Vlaamse kamer van de Koninklijke Academie voor Geneeskunde van België.
Arnold Hendrix stierf in Antwerpen op 79-jarige leeftijd en heeft het proces tegen De Standaard N.V. en de redacteurs van Het Algemeen Nieuws niet meer meegemaakt.